# Récompense (jeu)
 (juin 2025).
Motif : Mal borné, mal défini, probable TI. Wiktionnaire ?
- Archive Wikiwix
- Bing
- Cairn
- DuckDuckGo
- E. Universalis
- Gallica
- Google
- G. Books
- G. News
- G. Scholar
- Persée
- Qwant
- (zh) Baidu
- (ru) Yandex
- (wd) trouver des œuvres sur Wikidata

| 1. | Préciser le motif de la pose du bandeau. | Précisez le motif de la pose du bandeau en utilisant la syntaxe suivante : {{admissibilité à vérifier\|date=juin 2025\|motif=remplacez ce texte par le motif}}                        |
| 2. | Informer les utilisateurs concernés.     | Pensez à avertir le créateur de l'article, par exemple, en insérant le code ci-dessous sur sa page de discussion : {{subst:avertissement admissibilité à vérifier\|Récompense (jeu)}} |

 (juin 2025).
- Si vous ne connaissez pas le sujet, laissez ce bandeau (vous pouvez alors contacter les auteurs).
- Si vous supprimez le contenu mis en cause (vous pouvez préalablement contacter les auteurs),

argumentez précisément cette suppression dans la page de discussion
(un manque de référence n'est pas un argument ; une recherche réelle de référence doit avoir été effectuée, être formellement documentée).
Pour les articles homonymes, voir Récompense.
On peut distinguer deux grands types de récompenses attribuées aux jeux.

## Concours de créateurs de jeux
Certaines récompenses sont réservées aux auteurs de nouveaux jeux, généralement à l'état de maquette ou de micro-édition. On parle alors le plus souvent de concours plus que de prix. C'est en fait la règle et l'idée qui sont récompensées. Le but de ces récompenses est de permettre aux auteurs d'être repérés par les éditeurs. Parfois, un prix en numéraire est attribué, ce qui est apprécié par les auteurs qui ont souvent investi des sommes importantes pour réaliser leurs maquettes.

## Prix attribués aux jeux édités
D'autres récompenses sont réservées aux jeux publiés. Ces récompenses prennent la forme de prix décernés, souvent lors d'un festival, par un jury composé de spécialistes ou par le public qui a testé les jeux. Ils sont attribués au jeu, c’est-à-dire autant à l'auteur qu'à l'illustrateur, à l'éditeur et de manière générale à tous ceux qui ont participé à la publication du jeu.
Les récompenses sont généralement attribuées aux jeux sortis au cours de l'année, ou tout du moins pendant une période de référence. Selon le type de prix, on prend en compte la date de première publication internationale ou nationale.
Parfois, un seul prix est décerné, avec une liste de nommés. Ceci a l'avantage de mettre les pleins feux sur un jeu et de ne pas disperser la communication. L'inconvénient est que cela revient souvent à privilégier un type de jeu en excluant du titre suprême les jeux pour enfants ou les jeux à deux, par exemple. Parfois, des prix sont attribués par critères : jeux pour enfants, pour familles, pour deux joueurs, abstraits...
Certaines récompenses sont très prisées, comme le Spiel des Jahres (jeu de l'année) en Allemagne. En France, il existait deux récompenses, le Jeu de l'année et l'As d'Or. Les deux organisations ont décidé de fusionner, ce qui donne plus de poids aux nominations et au prix décerné.
Parfois, l'organisme responsable ne décerne pas de prix mais une liste de recommandations. C'est par exemple le cas du Sceau d'excellence Option consommateurs attribué au Canada français.
Il faut également mentionner certains prix décernés par les chambres syndicales professionnelles, comme le Grand Prix du Jouet ou le Concours Lépine. Ces prix sont attribués par des jurys qui n'ont généralement pas le temps d'essayer les jeux et leur valeur est très contestée.

### Liste des prix

#### Allemagne
- Spiel des Jahres

#### Belgique
- Prix Fox

#### France
- Tric Trac d'Or
- As d'or Jeu de l'année

#### Suisse
- Swiss_Gamers_Award

## Types de récompenses
Il existe différents types de récompenses.
- Meilleur jeu de l'année ou Meilleurs jeux de l'année
- Selon un type de public : enfants, débutants, joueurs confirmés, public familial, ...
- Selon un type de jeu : historique, abstrait, pour deux joueurs, jeu de rôle, ...
- Selon un format : jeu de cartes, ...
- Selon un critère commercial : jeu non publié, jeu vendu hors grande distribution, ...
- Selon un critère : meilleure règle, plus beau jeu, ...

## Critères
Les critères pour l'attribution des récompenses peuvent être multiples :
- originalité
- simplicité
- jouabilité
- clarté des règles
- esthétique
- durabilité

## Voir
- Catégorie:Récompense de jeu